# Савченко, Станислав Александрович
Станислав Александрович Савченко (род. 21 января 1967) — советский и украинский шахматист, гроссмейстер (1993).

В составе команды шахматистов Черноморского флота - бронзовый призер командного первенства чемпионата ВС СССР.
В составе сборной Украины участник 2-х Олимпиад (1996—1998) и 4-го командного чемпионата мира (1997).

## Спортивные достижения
| Год  | Город  | Турнир                       | + | − | = | Результат | Место |
| ---- | ------ | ---------------------------- | - | - | - | --------- | ----- |
| 1996 | Ереван | 32-я олимпиада               | 3 | 0 | 6 | 6 из 9    | 2     |
| 1997 | Люцерн | 4-й командный чемпионат мира | 1 | 2 | 2 | 2 из 5    |       |
| 1998 | Элиста | 33-я олимпиада               | 1 | 3 | 2 | 2 из 6    | 3     |

## Изменения рейтинга
| Графики недоступны из-за технических проблем. См. информацию на Фабрикаторе и на mediawiki.org. |